# Smörbysjön
Smörbysjön är en sjö i Nordmalings kommun i Ångermanland och ingår i Öreälven-Leduåns kustområde. Sjön har en area på 0,381 kvadratkilometer och ligger 7 meter över havet.

## Delavrinningsområde
Smörbysjön ingår i det delavrinningsområde (705224-169109) som SMHI kallar för Utloppet av Smörbysjön. Medelhöjden är 16 meter över havet och ytan är 2,24 kvadratkilometer. Det finns ett avrinningsområde uppströms, och räknas det in blir den ackumulerade arean 8,05 kvadratkilometer. Vattendraget som avvattnar avrinningsområdet har biflödesordning 2, vilket innebär att vattnet flödar genom totalt 2 vattendrag innan det når havet efter 6,5 kilometer. Avrinningsområdet består mestadels av skog (74 procent). Avrinningsområdet har 0,37 kvadratkilometer vattenytor vilket ger det en sjöprocent på 16,5 procent.